# Teorema de Menelao

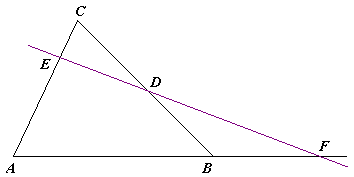
Triángulo ABC cortado por la recta EDF.

El teorema de Menelao, atribuido a Menelao de Alejandría, es un teorema acerca de triángulos en geometría plana. 
Considerando los puntos A, B, C, vértices del  triángulo ABC, y los puntos D, E, F que se encuentran en las rectas BC, AC, AB, entonces los puntos D, E, F estarán en la misma recta cuando y solo cuando:
{\displaystyle {\frac {\overline {EA}}{\overline {EC}}}\cdot {\frac {\overline {DC}}{\overline {DB}}}\cdot {\frac {\overline {FB}}{\overline {FA}}}=1}
En cambio, si se utilizan segmentos dirigidos, será:
{\displaystyle {\frac {\overline {AE}}{\overline {EC}}}\cdot {\frac {\overline {CD}}{\overline {DB}}}\cdot {\frac {\overline {BF}}{\overline {FA}}}=-1}
La formulación del teorema es muy parecida a la del teorema de Ceva: sus ecuaciones difieren sólo en un signo. En un espacio afín, los cocientes anteriores se pueden entender como razones simples pero, si interpretamos el teorema dentro de un espacio proyectivo, las razones simples se traducen en razones dobles. Una vez hechos estos cambios en el enunciado, el teorema de Menelao puede verse como el teorema dual del teorema de Ceva. Es decir, en un espacio proyectivo, ambos teoremas son equivalentes.

## Demostración

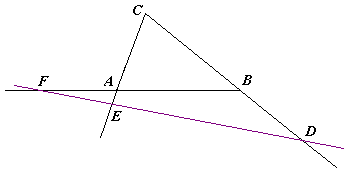
Teorema de Menelao

### Usando homotecias
La siguiente demostración usa sólo nociones de la geometría afín; en particular, homotecias. Estén o no alineados los puntos {\displaystyle D,E,F}, dado que están por hipótesis sobre los lados del triángulo {\displaystyle ABC}, existen tres homotecias de centros {\displaystyle D,E,F} que respectivamente envían {\displaystyle B} a {\displaystyle C}, {\displaystyle C} a {\displaystyle A} y {\displaystyle A} a {\displaystyle B}. La composición de las tres es un elemento del grupo de las homotecias y traslaciones que tiene {\displaystyle B} como punto fijo. En particular, no es una traslación: es una homotecia de centro {\displaystyle B}, posiblemente de razón 1 (en cuyo caso sería la identidad). Observamos que la composición deja fija la recta {\displaystyle DE} si y sólo si {\displaystyle F} está alineado con {\displaystyle D} y {\displaystyle E} (pues las dos primeras homotecias dejan fija la recta {\displaystyle DE} porque pasa por sus centros, y la tercera lo hace si y sólo si {\displaystyle F} está en {\displaystyle DE}). Pero la composición, al ser homotecia de centro {\displaystyle B}, deja fija la recta {\displaystyle DE} si y sólo si es la identidad (pues {\displaystyle DE} no pasa por {\displaystyle B}). Es decir, {\displaystyle D,E,F} están alineados si y sólo si la composición es la identidad, y esto es equivalente a que el producto de las razones de las tres homotecias sea 1. Es decir, que 
{\displaystyle {\frac {\overrightarrow {DC}}{\overrightarrow {DB}}}\times {\frac {\overrightarrow {EA}}{\overrightarrow {EC}}}\times {\frac {\overrightarrow {FB}}{\overrightarrow {FA}}}=1,}
y, reorganizando los términos, esto es la relación de razones simples del enunciado. {\displaystyle \quad \square }